# Günther Kronenbitter
Günther Kronenbitter (* 18. Dezember 1960 in Gütersloh) ist ein deutscher Historiker.

## Leben
Kronenbitter wurde 1992 bei Theo Stammen an der Universität Augsburg mit der ideengeschichtlichen Dissertation Wort und Macht. Friedrich Gentz als politischer Schriftsteller zum Dr. phil. promoviert. 2001 habilitierte er sich mit Unterstützung eines Feodor Lynen-Forschungsstipendiums der Alexander von Humboldt-Stiftung im Fach Neuere und Neueste Geschichte zum Thema „Krieg im Frieden“. Die Führung der k.u.k. Armee und die Grossmachtpolitik Österreich-Ungarns 1906–1914. Inspiriert durch Stig Förster unterstützten schließlich maßgeblich die Wissenschaftler Josef Becker und Andreas Wirsching die Arbeit.
Er lehrte u. a. an der University of British Columbia, der Universität Salzburg, der Universität Wien, der Universität Bern und der Diplomatischen Akademie Wien. Von 2006 bis 2009 war er DAAD Professor of History an der Emory University in Atlanta, Georgia. Seit 2012/13 vertritt er den Lehrstuhl für Europäische Ethnologie / Volkskunde der Universität Augsburg.
Seine Forschungsschwerpunkte sind Militärgeschichte, Politische Ideengeschichte und Geschichte der Internationalen Beziehungen.

## Schriften (Auswahl)
- Wort und Macht. Friedrich Gentz als politischer Schriftsteller (= Beiträge zur politischen Wissenschaft. Band 71). Duncker & Humblot, Berlin 1994, ISBN 3-428-07962-0.
- (Hrsg. mit Johannes Burkhardt, Josef Becker, Stig Förster): Lange und kurze Wege in den Ersten Weltkrieg. Vier Augsburger Beiträge zur Kriegsursachenforschung (= Schriften der Philosophischen Fakultäten der Universität Augsburg, Band 49). Vögel, München 1996, ISBN 3-89650-012-0.
- „Krieg im Frieden“. Die Führung der k.u.k. Armee und die Grossmachtpolitik Österreich-Ungarns 1906–1914 (=  Studien zur internationalen Geschichte. Band 13). Oldenbourg, München 2003, ISBN 3-486-56700-4.
- (Hrsg. mit Markus Pöhlmann, Dierk Walter): Besatzung. Funktion und Gestalt militärischer Fremdherrschaft von der Antike bis zum 20. Jahrhundert (= Krieg in der Geschichte. Band 28). In Verbindung mit dem Arbeitskreis Militärgeschichte, Schöningh, Paderborn u. a. 2006, ISBN 3-506-71736-7.
- (Hrsg. mit Stig Förster, Christian Jansen): Rückkehr der Condottieri? Krieg und Militär zwischen staatlichem Monopol und Privatisierung. Von der Antike bis zur Gegenwart (= Krieg in der Geschichte, Band 57). Schöningh, Paderborn u. a. 2010, ISBN 978-3-506-76754-7.
- (Hrsg. mit Philipp Gassert, Stefan Paulus, Wolfgang E. J. Weber): Augsburg und Amerika. Aneignungen und globale Verflechtungen in einer Stadt (= Documenta Augustana. Band 24). Wißner, Augsburg 2013, ISBN 978-3-89639-967-0.